# 浅葉ゆう
浅葉 ゆう（あさば ゆう）はイラストレーター・原画家である。主にアダルトゲームの原画とライトノベルの挿絵を担当している。

## 概要
（出典：）
ペンネームは、本名から一部を取り、残りは響きを重視して決めた。小学生のころから絵を描いていたが、そのころは棒人間を漫画で描く程度のものだった。本格的に描き始めたのは中学3年生のころからで、このころにペンやスクリーントーンを使い始めた。商業デビューのきっかけは、HPにて、すたじおみりすから原画の依頼を受けたこと。
高橋留美子や冨樫義博に影響を受けており、昔はよく模写をしていた。2007年8月の時点では、尊敬している原画家としてINOを挙げている。
女の子を描く際には、「生き生きとした表情を描くこと」「手や体のラインを綺麗に描くこと」を心がけている。好きなポーズ・服装は、制服を着てカメラ目線、フリフリとした服装・ウェイトレス姿であり、これらの絵を好んで描く。

## 作品リスト

### アダルトゲーム

#### すたじおみりす
- 2000年11月10日 いただきじゃんがりあん
- 2000年5月23日 いただきじゃんがりあん ちょこっとあどべんちゃ〜

#### SoundTail
- 2003年12月5日 カラフルBOX[4]

#### RusK
- 2004年6月25日 カラフルBOX DVD Edition[5]
- 2004年10月15日 空缶 〜KaRaKaN〜[6]
- 2006年6月23日 君と恋して結ばれて[7]
- 2007年11月9日 Aster[8]

#### feng
- 2012年4月27日 星空へ架かる橋AA[9]
- 2013年10月25日 ちいさな彼女の小夜曲[2]

#### 同人作品
- 2006年12月31日 ある日の風景EX[10]
- 2006年12月31日 東方淫夜抄[11]
- 2011年5月28日 汝、残念な隣人を愛せ[11]

### 一般ゲーム
- 2004年5月27日 カラフルBOX 〜to Love〜

### 小説
- アブソリュート・デュオシリーズ[12][3]